# Ley de complejidad-conciencia
La ley de complejidad-consciencia, propuesta por el jesuita y paleontólogo Pierre Teilhard de Chardin, es un intento de abarcar, mediante un mismo principio, tanto a la teoría cosmológica de la gran explosión (big bang), que da origen a la materia, como a la evolución biológica y a la evolución cultural. Teilhard de Chardin conjeturó que existe una tendencia en la evolución de la materia a lo largo del tiempo a adquirir formas de organización más compleja, al mismo tiempo que aumenta el nivel de consciencia.

## Complejidad
A medida que la materia del universo se va enfriando, luego del momento inicial del universo y posterior expansión, se establece un progresivo aumento de la complejidad, que va desde las partículas fundamentales hasta los núcleos, átomos y moléculas. Si bien no existe una definición exacta de lo que es la complejidad, al menos aceptada como generalidad, podemos asociarla al grado de información necesaria para describir algún ente natural, o artificial. La información está descrita cuantitativamente a partir de la teoría de la información.

## Consciencia
A partir de las moléculas de mayor tamaño y complejidad, aparece la vida y comienza a actuar la selección natural. A medida que crece la complejidad va apareciendo cierto grado de autoconsciencia. La última etapa de este proceso nos lleva hacia la vida inteligente, el último peldaño de la complejidad y de la consciencia que tenemos de nosotros mismos. (Consciente: que siente, piensa, quiere y obra con conocimiento de lo que hace).

## Ley de complejidad-consciencia
Respecto de este principio, Teilhard de Chardin escribe: “Abandonada a sí misma largo tiempo, bajo el juego prolongado de las probabilidades, la Materia manifiesta la propiedad de ordenarse en agrupamientos cada vez más complejos y, al mismo tiempo, cada vez más impregnados de consciencia; este doble movimiento conjugado de enrollamiento cósmico y de interiorización (o centración) psíquica prosigue, acelerándose y avanzando todo lo lejos que es posible, una vez iniciado”.
“Esta deriva de complejidad-consciencia (que desemboca en la formación de corpúsculos cada vez más complicados) es fácilmente reconocible desde lo atómico y se afirma en lo molecular. Pero es, evidentemente, en lo viviente donde se descubre con toda su claridad, y toda su aditividad; al mismo tiempo que se transpone en una forma cómoda y simplificada: la deriva de cerebración”.    
“En la perfección y la cefalización crecientes de los sistemas nerviosos, tenemos, auténticamente, según parece, un parámetro concreto y preciso que permite seguir, a través de la jungla de las formas vivientes, la variación absoluta y útil de la corpuscularidad cósmica”

## Etapas de la evolución y fundamentos científicos
Desde las partículas fundamentales hasta los átomos y las moléculas: esta etapa es descripta por la física de partículas, involucrando la fase inicial del universo hasta llegar a las moléculas simples y la vida elemental. 
Desde el origen de la vida hasta la vida inteligente: Una vez iniciado el proceso de la vida, aparecen los siguientes procesos, según M. Crusafont Pairó:
a) Por la teoría de la información, nacida en el seno de la cibernética y sustentada por nuestros conocimientos actuales sobre la clave genética de la herencia.
b) Por las mutaciones como motor de variación de fondo para la fundamentación de los cambios requeridos por los sistemas vitales en progresiva ascensión adaptativa y conquistadora.
c) Por la selección natural en el sentido más o menos neodarviniano, con todos los efectos de dinámica de las poblaciones, de deriva genética o «efecto Sewall-Wright» (Fluctuación aleatoria de las frecuencias de genes en poblaciones). De aislamiento geográfico y sexual, etc., que a nuestro modo de ver y en relación con los efectos combinados de las tres fases destruyen el azar caótico y orientan hacia una finalidad de finalidades.
Desde la vida inteligente hasta la plena adaptación cultural: La evolución cultural, a cargo del hombre, es la que permitirá establecer la etapa final hasta llegar a los valores óptimos de complejidad y consciencia. Tal proceso quedará a cargo de la ciencia experimental, especialmente de las ciencias sociales (las "ciencias sociales" no son experimentales) y la neurociencia.